# Carcelia hardyi
Carcelia hardyi là một loài ruồi trong họ Tachinidae.